# فیلاریاز
فیلاریازیس (به انگلیسی: filariasis) نوعی بیماری انگلی مناطق گرمسیر است که از نوعی کرم شبیه کرم‌های لوله‌ای به نام فیلاریا (Filarioidea) پدید می‌آید. در گذشته به این بیماری "بیماری رشته" می‌گفتند. زیرا طول کرم (پارازیت) زیاد می‌شود و آن را به دور چوب کوچکی بروی اندام (پا) می‌پیچاندند تا‌ کم‌کم بیرون کشیده شود.

## بیماری‌زایی

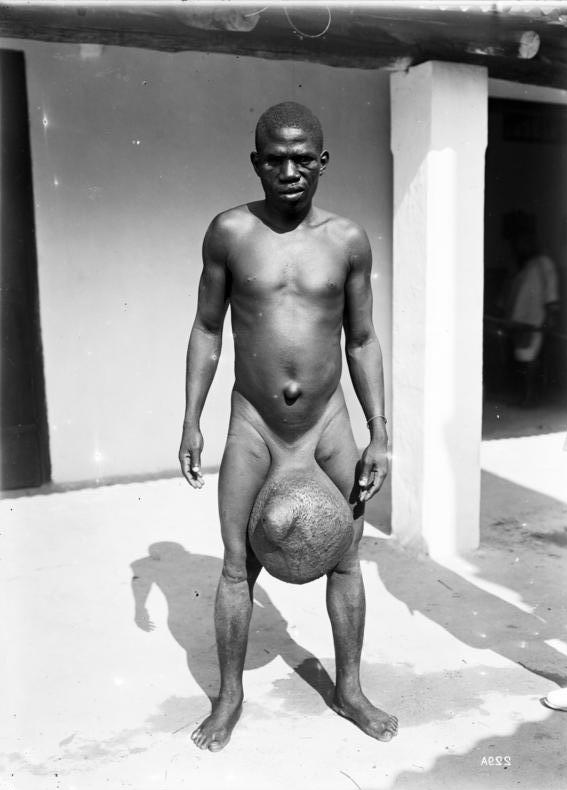

فیلاریاها در هشت گونه متفاوت دیده می‌شوند که بسته به گونه می‌توانند باعث آلودگی انگلی عروق لنفاوی، زیرپوست و فضاهای سروزی (مانند صفاق) شوند. مثلاً ووشریابانکروفتی در عروق لنفاوی رشد می‌کند و حتی گاهی موجب تورم شدید اندام تحتانی (فیل پایی) میشود ولی لوآلوآ در زیرجلد رشد می‌کند.

## پیشگیری
پرهیز از آبتنی در آبهای آلوده از روش‌های پیشگیری است.

## درمان
افراد آلوده را می‌توان با ترکیبات ضدانگل مانند آلبندازول و دی اتیل کاربامازین درمان کرد.